# Hôtel Novi de Caveirac

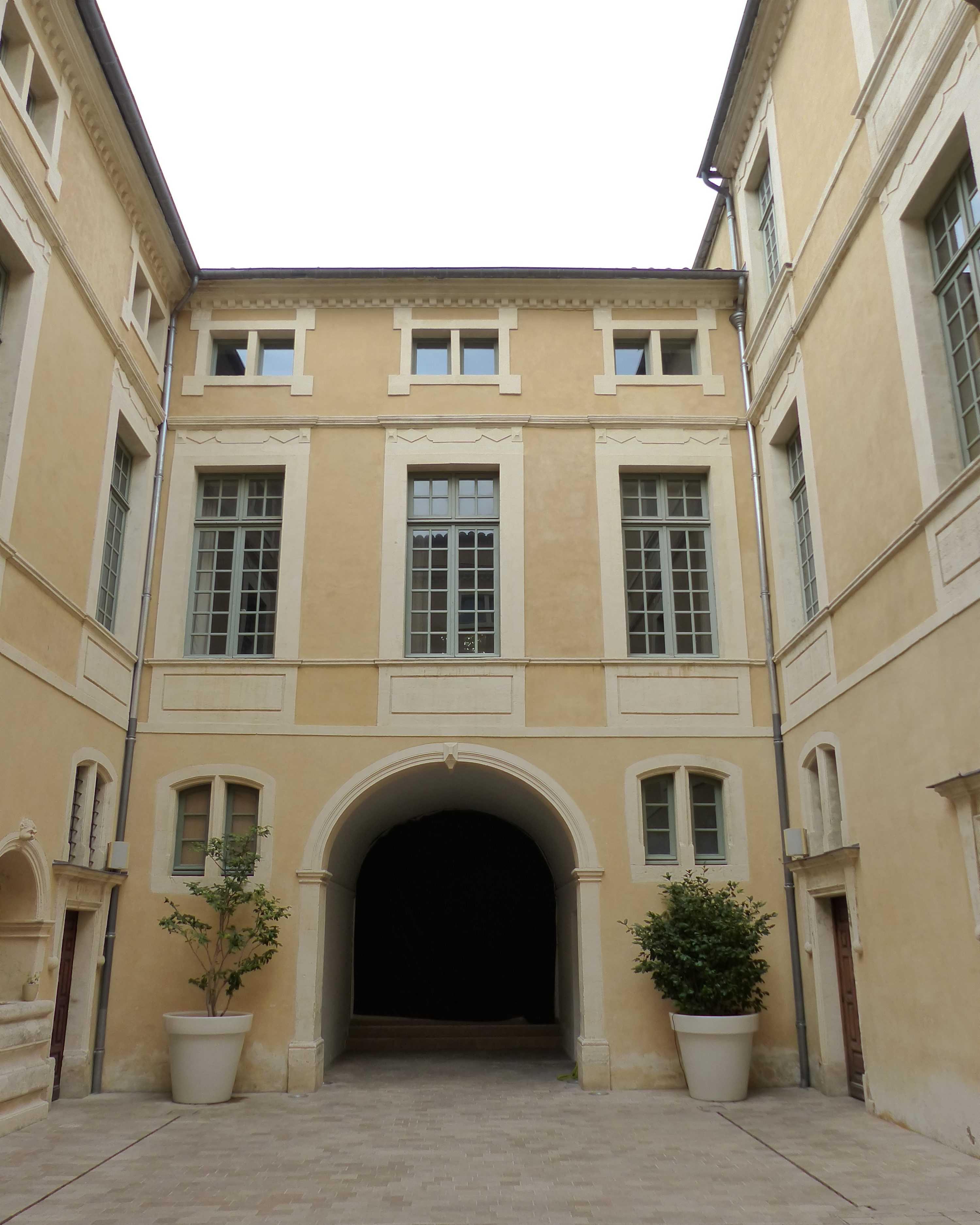
Hôtel Novi de Caveirac in Nîmes

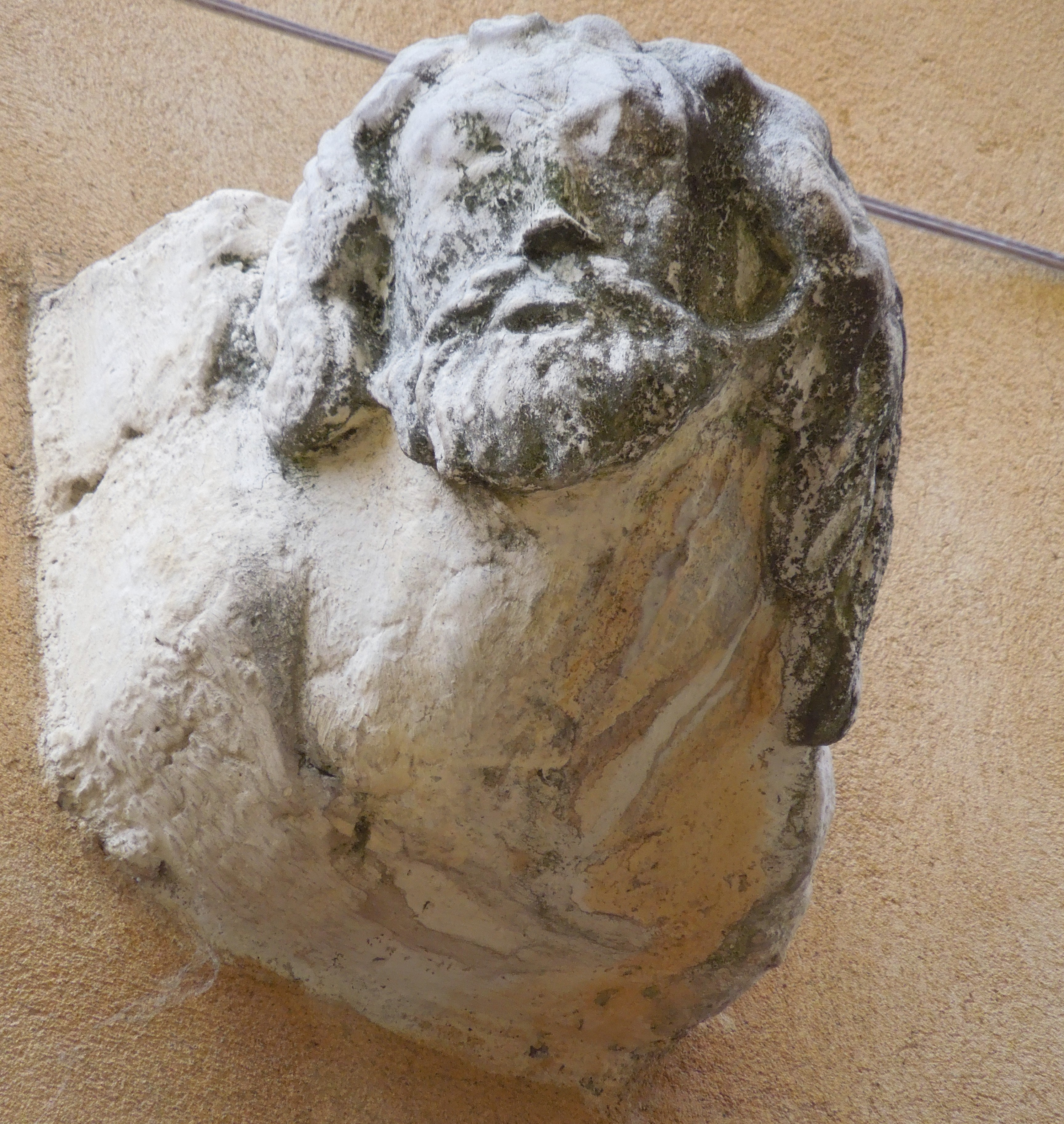
Detail van voorgevel: stenen hoofd uit de Middeleeuwen

Het Hôtel Novi de Caveirac, ook wel Espace Chouleur genoemd (17e en 18e eeuw) was een stadspaleis in Nîmes, departement Gard in Frankrijk. De stad Nîmes is eigenaar sinds 1985 en gebruikt het onder meer als tentoonstellingsruimte.

## Historiek
Oorspronkelijk stond in de 14e eeuw hier een kapel, met errond een grote tuin. Stenen van de Romeinse ringmuur werden herbruikt voor de kapel. De kapel geraakte in verval. 
In de 17e eeuw kocht Novi Léon het hele domein; Novi Léon was een gegoede handelaar. Hij bouwde zijn residentie (17e eeuw). Enkele middeleeuwse elementen bleven bewaard in de gevel, onder meer stenen hoofden. Begin 18e eeuw werd de familie Novi geadeld als heer van Caveirac. Hun stadspaleis kreeg daarom de volledige naam Hôtel Novi de Caveirac. In 1773, nog voor de Franse Revolutie, bouwde de familie Novi de Caveirac een nieuwe voorgevel en verfraaiden ze de binnenplaats. Binnenin werd het grote salon verfraaid met houten lambrisering en stucwerk aan het plafond.
Na de Franse Revolutie kende het pand meerdere private eigenaars. In de 20e eeuw woonde Georges Chouleur er. Hij was architect en weerstander in de Tweede Wereldoorlog.
In 1988 kocht het stadsbestuur van Nîmes het Hôtel. Zij installeerde er de dienst Cultuur van de stad. Na renovatiewerken werd het Hôtel Novi de Caveirac erkend als beschermd erfgoed en monument historique van Frankrijk (2004). Het pand dient verder nog als tentoonstellingsruimte. De stad Nîmes gebruikt hiervoor ook de naam Espace Chouleur, als hommage aan Georges Chouleur.

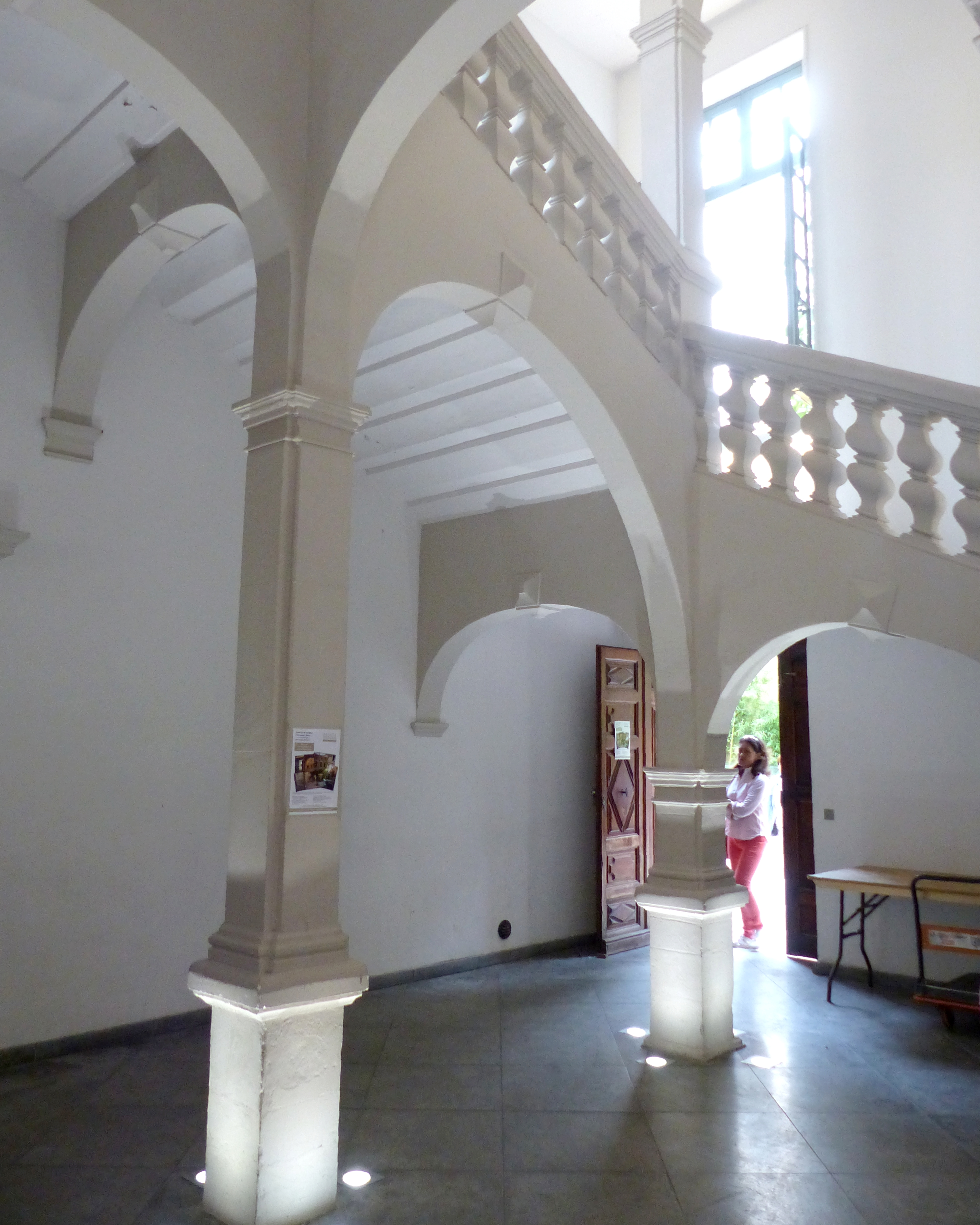
Traphal